# Ка-137
Ка-137 — розвідувальний БПЛА (вертоліт). Перший політ зробив в 1999. Розроблений в ОКБ Камова. Безпілотний вертоліт Ка-137 виконаний за співвісною схемою. Шасі — чотириопорне. Корпус має кулясту форму діаметром 1,3 м.
Обладнаний супутниковою навігаційною системою, цифровим автопілотом Ка-137 рухається за заздалегідь наміченим маршрутом автоматично та виходить в задане місце з точністю до 60 м.

## ЛТХ
- Діаметр головного гвинта, м — 5.30
- Довжина, м — 1,88
- Ширина, м — 1,88
- Висота, м — 2,30
- Маса, кг
  - порожнього — 200
  - максимальна злітна — 280
- Тип двигуна — 1 ПД Hirht 2706 R05
- Потужність, к.с. — 65
- Максимальна швидкість, км/год — 175
- Крейсерська швидкість, км/год — 145
- Практична дальність, км — 530
- Тривалість польоту, год — 4
- Практична стеля, м — 5000
- Статична стеля, м — 2900
- Корисне навантаження: нормальне — 50 кг, максимальне — 80 кг

## Цікавий факт
В інтернеті отримав неофіційне прізвисько «Пепелац» за аналогією з літальним апаратом з фільму «Кін-дза-дза!».